# Megaselia sanguinea
Megaselia sanguinea är en tvåvingeart som först beskrevs av Schmitz 1922.  Megaselia sanguinea ingår i släktet Megaselia och familjen puckelflugor. Arten är reproducerande i Sverige. Inga underarter finns listade i Catalogue of Life.